# Csajka Sándor
Csajka Sándor (? – ?) magyar labdarúgó.

## Pályafutása
1924 tavaszán az FTC-ből a Doroghoz szerződött. Az év végén az UTSE játékosa lett. 1929-ben a Megyer FC igazolta le, de rövid időn belül a klub szerződést bontott.

1932-ben az UTSE edzője lett.

## Sikerei, díjai
- Ferencvárosi TC:
  - Magyar labdarúgó-bajnokság ezüstérmes: 1921–22
  - Magyar labdarúgó-bajnokság bronzérmes: 1919–20, 1920–21, 1922–23
  - Magyar kupa győztes: 1921-22